# Jhonatan Pérez
Jhonatan Segundo Pérez Hernández, (Fonseca, La Guajira, Colombia; 4 de junio de 1990) conocido simplemente Jhonatan Pérez, es un futbolista colombiano. Juega como lateral derecho y actualmente milita en el Cortulua de la Categoría Primera A.

## Trayectoria

### Debut y sanción
Jhonatan Pérez, llegó desde su pueblo natal (Fonseca, Guajira) a Bogotá gracias al entrenador Neys Nieto quien lo lleva a las divisiones inferiores de Millonarios FC.
Logra debutar profesionalmente con el equipo embajador gracias al entrenador Nilton Bernal (quien estaba dirigiendo al club de manera interina), ante el Deportivo Pereira, el día 9 de mayo de 2009, en el Estadio El Campín ingresando al terreno de juego por Cristhian Subero.
Ya para la temporada 2010 Pérez jugaría ante el Deportes Quindio y el Junior de Barranquilla. Su cuarto partido profesional lo jugaría el 20 de febrero de 2010  bajo el mando del entrenador Chiqui García, enfretando al Cúcuta Deportivo. Allí Pérez jugaría 72 minutos del encuentro habiendo ingresado al terreno de juego por Elvis Perlaza. Tres días después se conoció públicamente una demanda del gerente del Cúcuta Deportivo en la que argumentaban que Pérez había presentado documentación falsa:

"El jugador fue inscrito como David Jonathan Pérez Ariño, oriundo de la ciudad de Fonseca, Guajira, y según las investigaciones que hemos hecho el jugador se llama Jonathan Segundo Pérez Hernández, nacido 6 de abril de 1986. Y el jugador inscrito actualmente aparece con año de nacimiento de 1990". Germán Hernández, gerente del Cúcuta Deportivo.

Posteriormente sería sancionado por parte de la Dimayor. Pasaron dos años para que se aclarara la situación y el jugador pudiera volver a fichar con un club.

### Su paso por la segunda división
Cuenta Jhonatan que durante los casi dos años que estuvo sin competir profesionalmente sobrevivo jugando todos los días "piratazos" (partidos aficionados en los quese apuesta). Superada la sanción  con la Dimayor juega durante 2012 para el Bogotá FC y el Valledupar FC.
Entre 2014 y 2015 juega con buen nivel para el Unión Magdalena. Para 2016 ficha con el Cúcuta Deportivo donde su nivel lo lleva a ser reconocido y a recibir ofertas tanto en el FPC como a nivel internacional.

### Regreso a primera división
En los últimos años se le han destacado sus actuacciones en la primera división jugando para Alianza Petrolera, América de Cali y Atlético Huila.

## Clubes
| Club              | País     | Año           |
| ----------------- | -------- | ------------- |
| Millonarios       | Colombia | 2009 - 2010   |
| Bogotá F. C.      | Colombia | 2012          |
| Valledupar F. C.  | Colombia | 2012 - 2013   |
| Unión Magdalena   | Colombia | 2014 - 2015   |
| Cúcuta Deportivo  | Colombia | 2016 - 2017   |
| Alianza Petrolera | Colombia | 2018          |
| América de Cali   | Colombia | 2018-2019     |
| Atlético Huila    | Colombia | 2019          |
| Real Cartagena    | Colombia | 2020-2021     |
| Cortulua          | Colombia | 2021-presente |

## Estadísticas
| Club                         | Temporada     | Liga  | Liga  | Copa Nacional | Copa Nacional | Copa Internacional | Copa Internacional | Total | Total |
| Club                         | Temporada     | Part. | Goles | Part.         | Goles         | Part.              | Goles              | Part. | Goles |
| ---------------------------- | ------------- | ----- | ----- | ------------- | ------------- | ------------------ | ------------------ | ----- | ----- |
| Millonarios FC · Colombia    | 2009          | 1     | 0     | Desconocido   | Desconocido   | Inexistentes       | Inexistentes       | 1     | 0     |
| Millonarios FC · Colombia    | 2010          | 3     | 0     | Desconocido   | Desconocido   | Inexistentes       | Inexistentes       | 3     | 0     |
| Millonarios FC · Colombia    | Total         | 4     | 0     | 0             | 0             | 0                  | 0                  | 4     | 0     |
| Bogotá FC · Colombia         | 2012          | 7     | 0     | 3             | 0             | Inexistentes       | Inexistentes       | 10    | 0     |
| Bogotá FC · Colombia         | Total         | 7     | 0     | 3             | 0             | 0                  | 0                  | 10    | 0     |
| Valledupar FC · Colombia     | 2012          | 4     | 0     | Inexistentes  | Inexistentes  | Inexistentes       | Inexistentes       | 4     | 0     |
| Valledupar FC · Colombia     | 2013          | 39    | 1     | 1             | 0             | Inexistentes       | Inexistentes       | 40    | 1     |
| Valledupar FC · Colombia     | Total         | 43    | 1     | 1             | 0             | 0                  | 0                  | 44    | 1     |
| Unión Magdalena · Colombia   | 2014          | 34    | 3     | 3             | 0             | Inexistentes       | Inexistentes       | 37    | 3     |
| Unión Magdalena · Colombia   | 2015          | 30    | 0     | Inexistentes  | Inexistentes  | Inexistentes       | Inexistentes       | 30    | 0     |
| Unión Magdalena · Colombia   | Total         | 64    | 3     | 3             | 0             | 0                  | 0                  | 67    | 3     |
| Cúcuta Deportivo · Colombia  | 2016          | 26    | 1     | 5             | 0             | Inexistentes       | Inexistentes       | 31    | 1     |
| Cúcuta Deportivo · Colombia  | 2017          | 33    | 3     | 3             | 1             | Inexistentes       | Inexistentes       | 36    | 4     |
| Cúcuta Deportivo · Colombia  | Total         | 59    | 4     | 8             | 1             | 0                  | 0                  | 67    | 5     |
| Alianza Petrolera · Colombia | 2018          | 13    | 0     | 1             | 0             | Inexistentes       | Inexistentes       | 14    | 0     |
| Alianza Petrolera · Colombia | Total         | 13    | 0     | 1             | 0             | 0                  | 0                  | 14    | 0     |
| América de Cali · Colombia   | 2018          | 18    | 2     | 1             | 0             | Inexistentes       | Inexistentes       | 19    | 2     |
| América de Cali · Colombia   | 2019          | 16    | 0     | 2             | 0             | Inexistentes       | Inexistentes       | 18    | 0     |
| América de Cali · Colombia   | Total         | 34    | 2     | 3             | 0             | 0                  | 0                  | 37    | 2     |
| Atlético Huila · Colombia    | 2019          | 11    | 0     | Inexistentes  | Inexistentes  | Inexistentes       | Inexistentes       | 11    | 0     |
| Atlético Huila · Colombia    | Total         | 11    | 0     | 0             | 0             | 0                  | 0                  | 11    | 0     |
| Real Cartagena · Colombia    | 2020          | 10    | 0     | 3             | 0             | Inexistentes       | Inexistentes       | 13    | 0     |
| Real Cartagena · Colombia    | Total         | 10    | 0     | 3             | 0             | 0                  | 0                  | 13    | 0     |
| Cortulua · Colombia          | 2021          | 0     | 0     | 0             | 0             | Inexistentes       | Inexistentes       | 0     | 0     |
| Cortulua · Colombia          | Total         | 10    | 0     | 0             | 0             | 0                  | 0                  | 0     | 0     |
| Total carrera                | Total carrera | 245   | 10    | 22            | 1             | 0                  | 0                  | 267   | 11    |